# Molučko more
Molučko more je more u zapadnom dijelu Tihog oceana, u Indoneziji. 
Molučko more graniči na jugu s Bandskim morem, a na sjeveru s Celebeskim morem. More okružuju indonezijski otoci Halmahera, Ceram, Buru, i Celebes.